# Stratifications
Stratifications (vertaling: laagsgewijze liggingen) is een compositie van de Deense componist Hans Abrahamsen.
Abrahamsen was onderdeel van de stroming Nieuwe eenvoud in Denemarken en dit is zijn laatste werk binnen die stroming. Voor de gemiddelde luisteraar is er echter geen eenvoud te bespeuren. Het werk voor symfonieorkest begint met een introductie van vier thema's, elk ongeveer een minuut lang. Na die introductie bouwde de componist zijn klankbeeld steeds verder uit. Hij vergeleek dit werk met de beeltenis van Marilyn Monroe van Andy Warhol, het is steeds hetzelfde beeld, maar toch steeds verschillend. De componist bindt vervolgens alles samen en het werk eindigt op een enkele schrille hoog toon op de viool/violen.
Het werk ging in première tijdens het Jeugdmuziekfestival in Reykjavik op 20 juni 1977, het IJslands Symfonie Orkest werd geleid door Páll P. Pálsson. Het programma zag er die avond als volgt uit:
- Guðmundur Hafsteinsson - Concertcantate

Pauze
- Tuomo Teirilä – Andante voor hobo en orkest
- Synne Skouen – Tombeau til Minona
- Lars Hallnäs – En-Trakl-sång
- Hans Abrahamsen – Stratifications

Abrahamsen schreef Stratifications voor:
- 2 dwarsfluiten, 2 hobo's, 2 klarinetten, 1 fagot
- 2 hoorns, 2 trompetten, 1 trombones
- 2 man/vrouw percussie,  piano
- violen, altviolen, celli, contrabassen

## Discografie
- Uitgave Dacapo: Deens Radio Symfonieorkest o.l.v. Thomas Dausgaard